# 1401 Lavonne
Az 1401 Lavonne (ideiglenes jelöléssel 1935 UD) a Naprendszer kisbolygóövében található aszteroida. Eugène Joseph Delporte fedezte fel 1935. október 22-én.